# Blaues Getreidehähnchen
Das Blaue Getreidehähnchen (Oulema gallaeciana) ist ein Käfer aus der Familie der Blattkäfer (Chrysomelidae) und Unterfamilie der Zirpkäfer (Criocerinae).

## Merkmale
Die Käfer erreichen eine Körperlänge von drei bis fünf Millimeter. Der Körper ist einfarbig metallisch blau, manchmal auch grünlich oder schwarz gefärbt. Die Fühler und Beine sind schwarz, manchmal ebenfalls mit Metallglanz. Der Halsschild ist an den Seiten verrundet ohne Einbuchtung im mittleren Abschnitt, vor der Basis (der Seite zu den Flügeldecken hin) ist er tief eingeschnürt. Von den sehr ähnlichen Arten Oulema erichsonii und Oulema septentrionis ist er an der Punktierung in dieser Abschnürung unterscheidbar. Bei Oulema gallaeciana ist diese glatt oder nur mit einzelnen größeren, an den Seiten strichelartigen Punkten und Vertiefungen in der Mitte, am Rand bleibt aber immer ein glatter Steg. Die anderen Arten sind in der Furche deutlich punktiert. Zur sicheren Bestimmung in Zweifelsfällen empfiehlt sich eine genitalmorphologische Untersuchung.

## Vorkommen und Lebensweise
Oulema gallaeciana ist westpaläarktisch verbreitet. Die Art tritt in ganz Europa, nördlich bis Dänemark, Zentralnorwegen und -finnland sowie Nordschweden häufig auf. Sie ist auf den Britischen Inseln verbreitet. Sie kommt außerdem im gesamten Mittelmeerraum, in Kleinasien, im Kaukasus, Sibirien und im nördlichen und westlichen Zentralasien vor.
Besiedelt werden Wiesen und Felder, wo die Imagines auf Gräsern sitzen. Sie sind von April bis August zu beobachten. Die Art tritt auf allen möglichen Arten von Gräsern (Poaceae) auf. Sowohl die Käfer als auch die Larven ernähren sich von Blattgewebe, das sie in Längsstreifen abfressen. Die Larven schützen sich vor Fressfeinden, indem sie sich in ihren eigenen Kot einhüllen, sie wirken dadurch schleimig und können mit kleinen Nacktschnecken verwechselt werden. Gelegentlich sind sie in der Landwirtschaft auf Getreidearten schädlich.

## Taxonomie und Systematik
Die Art wurde von Heyden unter dem Namen Lema gallaeciana beschrieben, weit verbreitete Synonyme sind Oulema obscura (Originalkombination Crioceris obscura Stephens, 1831), Oulema lichenis (Originalkombination Chrysomela lichenis Voet, 1806). Beide Beschreibungen sind älter, aber die Namen sind nomenklatorisch nicht verfügbar, so dass Heydens Name als Ersatzname eintreten muss. Sie wurde, einer Fehldeutung von Paykull folgend, früher oft mit Lema cyanella (Linnaeus, 1758) verwechselt und ist in alten Werken manchmal unter diesem Namen aufgeführt.

## Belege